# Booking.com
Pour les articles homonymes, voir Booking.
Booking.com est un site néerlandais qui propose des hébergements dans différents types de locaux allant de l'hôtel au gîte touristique (bed and breakfast) en passant par l'appartement. Il est décliné en 43 autres langues.
Il a commencé comme une petite start-up à Enschede en 1996, financée par l'université de Twente. Le site est désormais basé à Amsterdam ; depuis 2005, il est détenu et exploité par le groupe américain Booking Holdings.
En 2014, la société est présente dans 59 pays et compte 7 000 employés ; elle propose de l'hébergement dans plus de 540 000 propriétés dans 202 pays.
En 2013, cette bannière représentait plus des deux tiers des recettes de Priceline.
Booking.com ne facture pas de frais de réservation à ses clients. Le site finance ses activités en facturant des commissions aux fournisseurs d'hébergement entre 15 % et 17 % du montant de la réservation. Il en va de même pour son programme de fidélité, Genuis niveau 1 et 2, qui est également supporté par les fournisseurs d'hébergement  via des réductions sur leurs tarifs à la nuitée.

## Historique
Booking.com a été fondé par Geert-Jan Bruinsma, un informaticien, à Amsterdam en 1996. Geert-Jan avait repéré une niche inoccupée dans le marché du voyage en ligne, la réservation d'hébergement pour les voyages d'affaires et touristiques.
En juillet 2005, la société a été acquise par le groupe Priceline pour 133 millions de dollars. Pendant quelque temps, Booking.com et ActiveHotels.com, une autre société européenne de réservation d'hôtel en ligne acquise un an auparavant par Priceline, ont opéré en parallèle tout en conservant leur identité respective. En 2006, ActiveHotels.com a officiellement changé son nom pour Booking.com.
Les succès de Booking.com sont largement responsables de la croissance du chiffre d'affaires et des profits de Priceline. En effet, Booking.com a permis de transformer les pertes de Priceline de 19 millions de dollars en 2002 en un profit de 1,1 milliard en 2011. L'acquisition de Booking par Priceline a été saluée par certains comme « la meilleure acquisition dans l'histoire d'Internet ».
En 2014, Booking.com offre de l'hébergement dans plus de 540 000 propriétés dans 202 pays et réserve plus de 700 000 nuitées quotidiennement pour ses clients. La société possède 135 bureaux localisés dans 59 pays et compte 7 000 employés (statistique de juin 2014). Booking.com est disponible en 41 langues.
En 2016, Booking.com référence 1 279 000 hébergements dans 220 pays et 566 millions de nuitées ont été réservées, ce qui lui assure une position dominante en Europe (60 % des parts de marché des réservations en ligne). Son résultat opérationnel est alors de 2,9 milliards de dollars et son investissement dans la publicité sur le web est de 3,4 milliards de dollars. D'avril 2016 à juin 2019, Gillian Tans est la présidente-directrice générale de la société. 
En août 2020, Booking.com annonce la suppression d'une partie de ses postes qui pourrait aller jusqu'à un quart de ses 17 500 employés, à la suite de la crise économique liée à la pandémie de Covid-19 durant laquelle la société a laissé libre choix aux fournisseurs d'hébergements de rembourser ou non les voyageurs, contrairement à la plupart des autres plateformes de réservation d'hébergements en ligne.
En 2021, Booking.com lance Travel Proud, une initiative pour développe un voyage inclusif à destination en particulier de la communauté LGBT, les annonces certifiées bénéficient d'une meilleure visibilité sur la plateforme.
En novembre 2021, Booking.com annonce l'acquisition d'Etraveli, une agence de voyages suédoise, pour 1,6 milliard d'euros.
En janvier 2023, Booking.com subit un redressement fiscal de 153 millions d'euros. Celui-ci fait suite à un accord avec le fisc français et concerne les années 2006 à 2018. L'accord ne couvre pas les années 2018 à 2022.
En 2024, la société booking — maison mère du service booking.com — est qualifiée de contrôleur d'accès par la Commission européenne, au sens de la législation sur les marchés numériques.

## Activité
Booking.com fait partie d'un groupe appelé Booking Holdings qui comprend les marques : Booking.com, Kayak, Priceline, Rentalcars.com, Opentable et Agoda.

### Booking en France
Booking France a son siège social 3, avenue Hoche (Paris) et est immatriculée sous le numéro SIREN 449-620-848. Son président est Rutger Prakke.
Chiffre d'affaires 2014 : 20,6 millions d'euros. Bénéfice net 2014 : 1,3 million d'euros. Effectif : 215 personnes.
En 2019, la société Booking france réalise 35,9 millions d'euros de chiffre d'affaires, puis 25 millions d'euros de chiffre d'affaires en 2020. 
Début octobre 2019, Booking.com inaugure son nouveau service clientèle à Tourcoing (Nord) en présence de Jean-Yves Le Drian, ministre des affaires étrangères et de Gérald Darmanin, ministre du budget et des comptes publics. Le nouveau centre devrait embaucher plus de 850 personnes au sein d'un bâtiment de 6 200 m2. Il s'agit du plus gros centre européen du géant de la réservation en ligne.

## Controverses
Dans le cadre des enquêtes sur les pratiques d'optimisation fiscale, le fisc réclame 356 millions d'euros d'arriérés d'impôts (pénalités incluses).

### Recours à des clauses abusives
Le 21 avril 2015, l'Autorité de la concurrence française a demandé au site de supprimer certaines de ses clauses de parité tarifaire et de disponibilité qu'il imposait aux hôteliers français membres du site.
En juillet 2015, UFC-Que choisir met en demeure Booking.com de modifier ou supprimer certaines de ses clauses « défavorables » aux consommateurs. L'UFC dénonce en particulier le droit que s'arroge le site de « trafiquer les commentaires » des utilisateurs en « modifi[ant] ou de supprim[ant] tout contenu qui lui déplairait », ainsi que les clauses par lesquelles Booking.com s'exonère de toute responsabilité « si la qualité n’est pas à la hauteur des notes et commentaires mis en ligne », si les clients ont « un problème avec la réservation de [leur] chambre », ou encore « si le prix indiqué sur le site diffère du prix final payé ». L'UFC-Que choisir considère en effet que de telles clauses sont défavorables aux consommateurs, voire abusives ou illicites, et se réserve le droit d'intenter une action en justice. L'UFC-Que choisir considère également que Booking.com viole la loi informatique et libertés en ne respectant pas les données personnelles des utilisateurs.
De façon plus générale, Booking.com fait l'objet d'enquêtes des autorités de la concurrence au Royaume-Uni, en République tchèque, en France, en Allemagne, en Italie, en Autriche, en Hongrie, en Suède et en Suisse ; ces enquêtes portent notamment sur la clause de parité tarifaire (« rate parity clause ») qui figure dans les contrats de Booking.com avec ses fournisseurs d'hébergement.